# Synallaxe rayé
Thripophaga macroura
Espèce
Statut de conservation UICN

 VU  : Vulnérable
Le Synallaxe rayé (Thripophaga macroura) est une espèce d'oiseaux de la famille des Furnariidae.
Son aire est aujourd'hui restreinte à une petite portion des forêts côtières de Bahia.